# Gymnogeophagus australis
Gymnogeophagus australis är en fiskart som först beskrevs av Eigenmann, 1907.  Gymnogeophagus australis ingår i släktet Gymnogeophagus och familjen Cichlidae. Inga underarter finns listade i Catalogue of Life.